# آرا آبراهامیان
آرا آبراهامیان (به ارمنی: Արա Աբրահամյան؛ به سوئدی: Ara Abrahamian؛ زادهٔ ۲۷ ژوئیهٔ ۱۹۷۵) کشتی‌گیر بازنشستهٔ ارمنی‌تبار کشور سوئد است که در وزن ۸۴ کیلوگرم کشتی فرنگی رقابت می‌کرد. آبراهامیان نایب قهرمان بازی‌های المپیک ۲۰۰۴ آتن و دارندهٔ دو مدال طلا و یک نقرهٔ مسابقات قهرمانی کشتی جهان در سال‌های ۲۰۰۱، ۲۰۰۲ و ۲۰۰۳ است. او در بازی‌های المپیک ۲۰۰۸ پکن نیز حضور داشت که در اعتراض به تصمیمات داوری در نیمه‌نهایی این رقابت‌ها در دیدار با آندریاس مینگوزی ایتالیایی، پس از دریافت مدال برنز آن را به روی تشک پرتاب کرد که این اتفاق محرومیت او و پس گرفتن مدالش را به دنبال داشت.

## المپیک ۲۰۰۸ پکن
این کشتی‌گیر در بازی‌های المپیک تابستانی ۲۰۰۸ پکن به وضعیت داوری دیدار خود با کشتی‌گیر ایتالیایی آندره‌آ مینگوزی اعتراض داشت و پس از شکست دادن کشتی‌گیر فرانسوی ملونین نومونوی در دیدار رده‌بندی و کسب مدال برنز، پس از آنکه بر روی سکوی مدال رفت و مدال خود را گرفت، آن را از گردن خود درآورده و بر روی تشک انداخت و سالن مسابقات را ترک کرد. کمیته بین‌المللی المپیک این حرکت او را غیر ورزشی و خلاف روح المپیک دانست. گیسل دیویس سخنگوی وقت کمیته بین‌المللی المپیک گفته بود:این مدال به کسی تعلق نخواهد گرفت، زیرا که تخلف وی به مسابقه با حریفش بازنمی‌گردد. بدین ترتیب مدال برنز المپیک پکن به کسی تعلق نگرفت. بعد از این حرکت آبراهامیان فیلا او را دو سال محروم کرد که این محرومیت او پس از یک سال بخشیده شد. آبراهامیان بعد از المپیک پکن از فیلا به دادگاه عالی ورزش به خاطر محرومیتش شکایت کرد که به نتیجه‌ای نرسید. او سپس به همین دادگاه برای پس گرفتن مدال برنز خود از کمیته بین‌المللی المپیک نیز شکایت کرد که این شکایت نیز به نتیجه نرسید و مدال او پس داده نشد.